# Xã Wayne, Quận Doniphan, Kansas
Xã Wayne (tiếng Anh: Wayne Township) là một xã thuộc quận Doniphan, tiểu bang Kansas, Hoa Kỳ. Năm 2010, dân số của xã này là 196 người.